# Arhopalus asperatus
Arhopalus asperatus là một loài bọ cánh cứng trong họ Cerambycidae.